# Бугловка
Бугловка (укр. Буглівка) — река на Украине, протекает по территории Кременецкого района Тернопольской области. Правый приток реки Жирак (бассейн Днепра).
Вытекает из источников южнее села Буглов, протекает через села Огрызковцы, Ванжулов и Карначевка, впадает в реку Жирак в Лановцах. Длина реки — 23 км, площадь водосборного бассейна — 179 км².